# Kuzewoliwka
Kuzewoliwka (ukrainisch Куцеволівка; russisch Куцеволовка Kuzewolowka) ist ein Dorf im Norden der ukrainischen Oblast Kirowohrad mit 1300 Einwohnern (2020).
Das Dorf liegt unweit des Südufers des zum Kamjansker Stausee angestautem Dnepr an der Fernstraße N 08 33 km östlich vom ehemaligen Rajonzentrum Onufrijiwka, 78 km nordöstlich der Stadt Oleksandrija und 40 km südöstlich von Krementschuk.

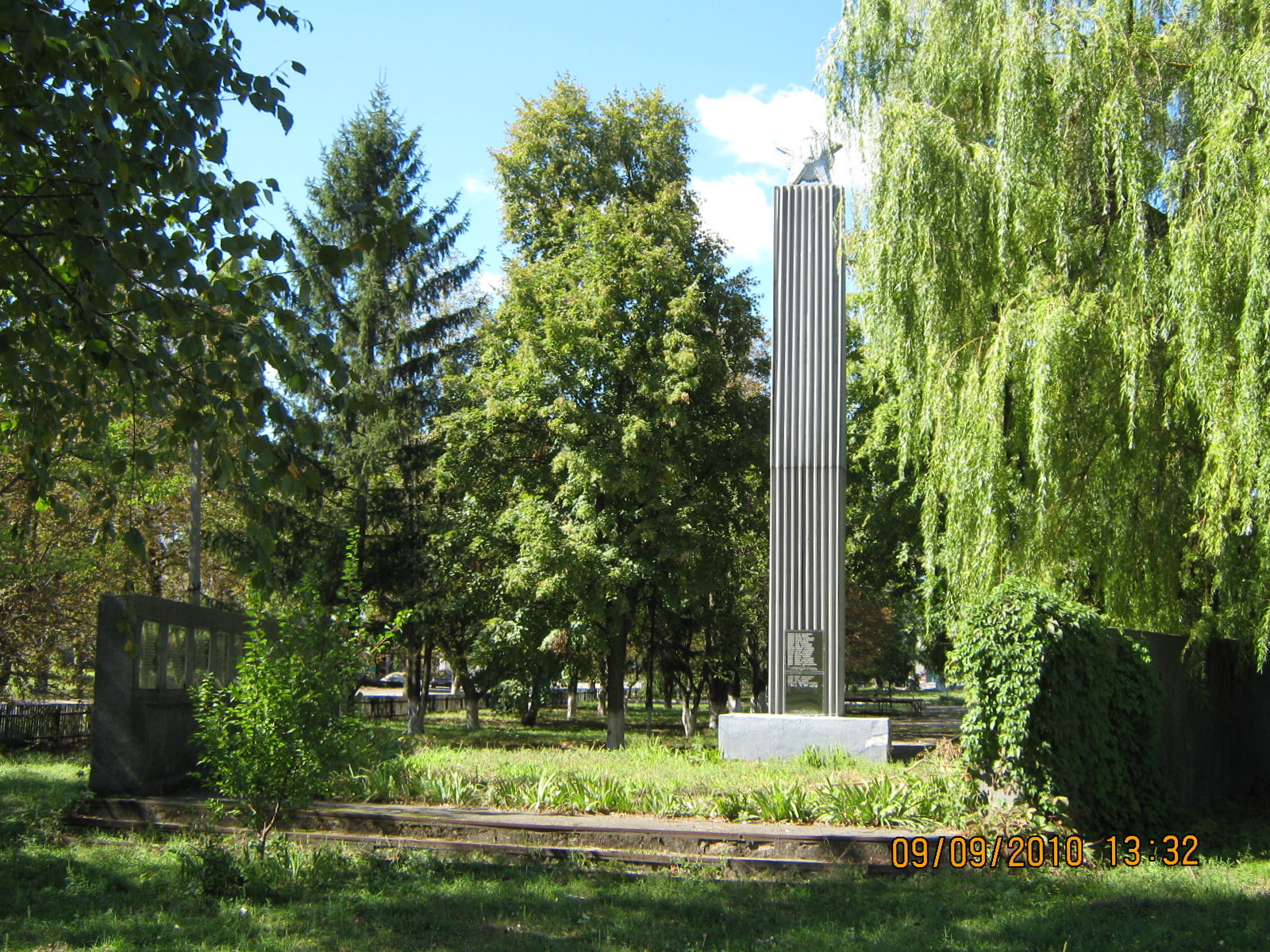
Mahnmal für die Gefallenen

Das Dorf wurde in der Mitte des 17. Jahrhunderts gegründet. Mit Unterbrechung war das Dorf zwischen 1754 und 1764 Teil von Slawenoserbien.
Am 12. Juni 2020 wurde das Dorf ein Teil der neugegründeten Siedlungsgemeinde Onufrijiwka, bis dahin bildete es zusammen mit dem Dorf Jassynuwatka (Ясинуватка) die gleichnamige Landratsgemeinde Kuzewoliwka (Куцеволівська сільська рада/Kuzewoliwska silska rada) im Osten des Rajons Onufrijiwka.
Am 17. Juli 2020 kam es im Zuge einer großen Rajonsreform zum Anschluss des Rajonsgebietes an den Rajon Oleksandrija.